# Québecair Express
Ne doit pas être confondu avec Québecair.
Québecair Express était une compagnie aérienne basée à L'Ancienne-Lorette, Québec, Canada. Elle s'est établie en 2003 et elle exploitait des vols réguliers. Elle déclare faillite en 2005. 

## Code
- IATA Code: Q0 [3]

## Destinations
Au début de ses opérations, Québecair Express effectuait des vols vers ces destinations : Montréal, Québec,Baie-Comeau, Sept-Îles, Gaspé, Grande-Rivière, les Îles-de-la-Madeleine, Blanc-Sablon, Tête-à-la-Baleine.
Au mois de janvier  2005 Québecair Express assure des services de vols réguliers vers : Chevery, Gaspé, Gethsemani, Baie-Comeau, Blanc-Sablon, Havre-Saint-Pierre, Îles de la Madeleine, Mont-Joli, Montréal, Grande-Rivière, Pakuashipi et Sept-Îles.

## Flotte
La flotte de Québecair Express comprenait 3 avions Saab 340 immatriculés :C-GQXD, C-GQXF, C-GQXK.